# Sotto il sole
Sotto il sole è un film di Colin Nutley del 1998.

## Riconoscimenti
- Premio Oscar
  - Candidatura all'Oscar al miglior film straniero
- Guldbagge - 1999
  - Candidatura a miglior attore a Rolf Lassgård
  - Candidatura a miglior attore non protagonista a Johan Widerberg